# アマーリア・フロイト
アマーリア・フロイト（Amalia Freud、1835年 - 1930年）は、ヤコブ・フロイトの2番目（もしくは3番目の）妻であり、ジークムント・フロイトの母である。結婚前の名前はアマーリア・ナータンゾーン（Amalia Nathansohn）。
ブロディ（現ウクライナのガリツィア）出身のアシュケナジーで、ユダヤ法学者レブ・ナータン・ハレーヴィの子孫と伝えられている。
21歳の時にジークムント・フロイトを出産。この後に5人の子（アンナ、ローザ、ミッチー、アドルフィーネ、パウラ、アレクサンダー）を産んでいる。
95歳の時に結核によって死亡した。
| スタブアイコン | サブスタブ | この項目は、まだ閲覧者の調べものの参照としては役立たない、人物に関連した書きかけの項目です。この項目を加筆・訂正などしてくださる協力者を求めています（P:人物伝/PJ:人物伝）。 |